# Joachim Kleist
Joachim Kleist (* 13. Oktober 1913 in Hamburg; † 7. März 1960 ebenda) war ein deutscher Politiker der SPD. Von 1949 bis 1958 war er Abgeordneter in der Hamburger Bürgerschaft und dann Direktor der Bürgerschaftskanzlei.

## Leben und Beruf
Nach dem Besuch der Volksschule absolvierte Kleist die Ausbildung zum Anwaltsgehilfen in der Rechtsanwaltskanzlei Wessig und Mueller, in dieser war er auch nach Abschluss der Lehre tätig. Von 1929 bis 1932 besuchte er zudem die Volkshochschule.
Nach der Machtübergabe an die Nationalsozialisten beteiligte sich Kleist, zusammen mit seiner Verlobten, an der illegalen Arbeit mehrerer früherer Mitglieder des Kommunistischen Jugendverbandes Deutschlands, etwa dem Druck und der Verbreitung von Flugblättern. Am 31. Mai 1934 wurde er, nach Aufdeckung der Organisation, verhaftet und nahm dabei sämtliche Anschuldigungen gegen ihn auf sich, um seine Verlobten vor der Inhaftierung zu bewahren. Kurz darauf wurde er ins KZ Fuhlsbüttel eingeliefert und dort schwer misshandelt. Am 19. Januar 1935 wurde er schließlich zu einer Haftstrafe von einem Jahr und sechs Monaten wegen Vorbereitung zum Hochverrat verurteilt. Seine Haftstrafe verbüßte er im Gefängnis in Wolfenbüttel, er wurde nach knapp einem Jahr am 16. Januar 1936 entlassen. Seine Strafe fiel milder aus, da er zum Zeitpunkt der Tat noch minderjährig war.
Nach der Haftentlassung kehrte Kleist zur Kanzlei Wessig und Mueller zurück, allerdings war er dort nur noch halbtags tätig. Zum 1. April 1936 wollte er zu einer Bäckereigroßeinkaufsgesellschaft wechseln, doch wurde er aus politischen Gründen direkt nach der Arbeitsaufnahme fristlos entlassen. Daraufhin kehrte er erneut zu seinem bisherigen Arbeitgeber zurück.
Mit Beginn des Zweiten Weltkriegs meldete sich Kleist zur Wehrmacht, am 3. Dezember 1940 kam er zur Infanterie. Nach dem Krieg geriet er zunächst in französische Gefangenschaft, ehe er im Oktober 1946 nach Hamburg zurückkehrte. Dort war er als Bürovorsteher in einer Rechtsanwaltskanzlei tätig.
Der spätere SPD-Bürgerschaftsabgeordnete Ingo Kleist war sein Sohn.

## Politik
Im Alter von 13 Jahren trat Kleist der sozialdemokratischen Kinderorganisation Die Falken bei, später war er auch in der Sozialistischen Arbeiterjugend tätig. 1928 folgte der Eintritt in die Gewerkschaft, 1932 wurde er schließlich Mitglied der SPD und des Reichsbanner Schwarz-Rot-Gold.
Nach dem Krieg beteiligte er sich am demokratischen Wiederaufbau, wurde Vorstandsmitglied des SPD-Kreisverbandes Hamburg-Mitte sowie Beisitzer im Landesvorstand. 1949 wurde er sowohl in die Hamburgische Bürgerschaft als auch in die Bezirksversammlung Mitte gewählt. Sein Bezirksmandat hatte er bis 1951 inne, 1958 schied er auch aus der Bürgerschaft aus, nachdem er zum Direktor der Bürgerschaftskanzlei berufen wurde. Dieses Amt hatte er bis zu seinem Tod inne.